# Stjepan Andrijašević
Stjepan Andrijašević (Spalato, 7 febbraio 1967) è un ex calciatore croato.

## Carriera

### Club
Stjepan Andrijašević inizia a giocare nel club della sua città, l'Hajduk Spalato, e debutta in prima squadra il 27 maggio 1984 nella partita di campionato contro il Rijeka. Rimane all'Hajduk fino al 1992, anno in cui passa al Monaco.
Nella stagione 1993-1994 gioca in Spagna al Celta Vigo e la sua squadra arriva fino alla finale della Coppa del Re, perdendola ai rigori contro il Real Saragozza.
Nel 1995 passa al Rayo Vallecano con cui gioca per tre stagioni prima di ritirarsi.

### Nazionale
Con la nazionale esordì il 22 ottobre 1992, nella partita amichevole giocatasi a Zagabria contro il Messico. L'ultima partita con i Vatreni la giocò il 17 agosto 1994 contro l'Israele a Tel Aviv. Indossò la maglia della nazionale per un totale di cinque partite.

## Statistiche

### Cronologia presenze e reti in nazionale
| Cronologia completa delle presenze e delle reti in nazionale ― Croazia | Cronologia completa delle presenze e delle reti in nazionale ― Croazia | Cronologia completa delle presenze e delle reti in nazionale ― Croazia | Cronologia completa delle presenze e delle reti in nazionale ― Croazia | Cronologia completa delle presenze e delle reti in nazionale ― Croazia | Cronologia completa delle presenze e delle reti in nazionale ― Croazia | Cronologia completa delle presenze e delle reti in nazionale ― Croazia | Cronologia completa delle presenze e delle reti in nazionale ― Croazia |
| Data                                                                   | Città                                                                  | In casa                                                                | Risultato                                                              | Ospiti                                                                 | Competizione                                                           | Reti                                                                   | Note                                                                   |
| ---------------------------------------------------------------------- | ---------------------------------------------------------------------- | ---------------------------------------------------------------------- | ---------------------------------------------------------------------- | ---------------------------------------------------------------------- | ---------------------------------------------------------------------- | ---------------------------------------------------------------------- | ---------------------------------------------------------------------- |
| 22-10-1992                                                             | Zagabria                                                               | Croazia                                                                | 3 – 0                                                                  | Messico                                                                | Amichevole                                                             | -                                                                      |                                                                        |
| 23-3-1994                                                              | Valencia                                                               | Spagna                                                                 | 0 – 2                                                                  | Croazia                                                                | Amichevole                                                             | -                                                                      | 89’                                                                    |
| 18-5-1994                                                              | Győr                                                                   | Ungheria                                                               | 2 – 2                                                                  | Croazia                                                                | Amichevole                                                             | -                                                                      | 76’                                                                    |
| 4-6-1994                                                               | Zagabria                                                               | Croazia                                                                | 0 – 0                                                                  | Argentina                                                              | Amichevole                                                             | -                                                                      | 46’                                                                    |
| 17-8-1994                                                              | Tel Aviv                                                               | Israele                                                                | 0 – 4                                                                  | Croazia                                                                | Amichevole                                                             | -                                                                      | 64’                                                                    |
| Totale                                                                 |                                                                        | Presenze                                                               | 5                                                                      |                                                                        | Reti                                                                   | 0                                                                      |                                                                        |

## Palmarès

### Club

#### Competizioni nazionali
- Coppa di Jugoslavia: 1

Hajduk Spalato: 1986-1987
- Supercoppa di Croazia: 3

Hajduk Spalato: 1992, 1993, 1994
- Campionato croato: 3

Hajduk Spalato: 1992, 1993-1994, 1994-1995
- Coppa di Croazia: 2

Hajduk Spalato: 1992-1993, 1994-1995